# Společné vzdělávání
Společné vzdělávání - je jednou z hlavních metod zavádění moderních pedagogických technologií do výuky.
Ve vzdělávání mnoha zemí světa jsou známy různé způsoby řešení problémů zaměřených na osobnost. V současné době učebnice pedagogiky a psychologie zahrnují 3 didaktické systémy v sociálním směru vzdělávání. Jedná se o otevřené vyučování, individuální výukové metody a společné vzdělávání. Pro veřejné vzdělávací instituce a školy jsou důležité zkušenosti se společným vzděláváním.1
Technologie společného vzdělávání byla podrobně vyvinuta třemi skupinami amerických pedagogů: R. Slavin z Johns Hopkins University; R. Johnson a D. Johnson z University of Minnesota; skupina E. Aronsona z University of California.3
Hlavní myšlenkou této technologie je vytvořit podmínky pro aktivní výukové aktivity studentů v různých učebních situacích. Ve třídě jsou všechny děti jiné: některé uchopí za pochodu, jiným to pochopí dlouho, je to pro ně obtížné, izolují se a brzy se ocitnou zcela vyloučeny z procesu vzdělávání. Pokud zkombinujete děti do malých skupin po 3–4 lidech a zadáte jim jeden společný úkol se specifikováním role každého při plnění tohoto úkolu, nastane situace, kdy student odpovídá za výsledek nejen své práce, ale celá skupina jako celek. Vytváření skupin probíhá tak, že v každé skupině jsou jak „silní“ studenti, tak „slabí“. „Slabí“ se snaží zjistit ze „silných“ otázek, kterým nerozumí, a „silné“ se zajímají o to, aby všichni členové skupiny materiálu důkladně porozuměli. Tímto způsobem jsou mezery spojeny dohromady.
V malých skupinách uspořádaných tak, aby každý z nich měl nutně „silné“, „průměrné“ a „slabé“ studenty, jsou děti záměrně umístěny do podmínek, za nichž se úspěch nebo neúspěch jednoho odráží ve výsledku všech, protože práce skupiny se hodnotí. Od té doby se samozřejmě myšlenky společného vzdělávání rozvíjejí díky úsilí mnoha učitelů v mnoha zemích světa, protože samotná myšlenka společného vzdělávání je ve své podstatě nesmírně humánní a označuje se jako technologie humanistického směru v pedagogice. Zásady však zůstávají stejné.

## Zásady společného vzdělávání
1. Studenti pracují ve skupinách (4–6 studentů). Kromě toho by v každé skupině měli být „silní“, „průměrní“ a „slabí“ studenti. Pro rozvoj komunikačních dovedností je nutné změnit složení skupin. Metody vytváření skupin mohou být velmi různorodé: podle typu práce, podle tématu práce, podle úrovně obtížnosti úkolu, podle vůle, náhodně, podle určitého kritéria, podle volby vedoucího nebo „ne vůdce".
2. Skupině je přidělen jeden úkol, ale při jejím provádění je zajištěno rozdělení rolí mezi členy skupiny. Role mohou přiřadit jak učitel, tak studenti ve skupině. Role mohou být velmi různorodé: organizátor, auditor, reportér, generátor nápadů, koordinátor času, ředitel, konzultant, vedoucí atd.
3. Učitel si sám vybere člena skupiny, který musí o zadání referovat. Může to být také „slabý“ student. Schopnost „slabého“ studenta podrobně vysvětlit výsledek společné práce znamená, že se skupina s úkolem vyrovnala a bylo dosaženo vzdělávacího a pedagogického cíle. Účelem jakéhokoli úkolu není jeho formální implementace (správně / nesprávně), ale asimilace materiálu každým členem skupiny.
4. Hodnotí se práce nejen jednoho studenta, ale celé skupiny. Je důležité, aby to nebyly znalosti, které se hodnotí tolik jako úsilí a týmová práce studentů.

## Fáze
Bez ohledu na cíl a úkoly, které učitel studentům stanoví, by skupinová práce měla projít následujícími fázemi:
- První fáze: postup každého účastníka v jeho hypotézách, verzích, prezentace jejich pozice. Od ostatních účastníků se vyžaduje trpělivost, respekt k pohledu někoho jiného, bezsoudné přijetí všeho, co bylo řečeno.
- Druhá fáze: diskuse o uvedených hypotézách.
- Fáze třetí: vypracování skupinového rozhodnutí. Vzniká v procesu kritického posouzení navrhovaných možností a výběru obecné, optimální z nich. Skupina musí být připravena svou volbu zdůvodnit.
- Čtvrtá fáze: diskuse o výsledcích práce skupin. Názory skupin jsou zaznamenány na tabuli a poté projednány.
- Pátá etapa: diskuse o pracovním procesu. Diskuse tedy účastníkům umožňuje zamyslet se nad způsoby skupinové práce a přirozeně tak rozvíjet schopnost pracovat ve skupině.

Využití informačních a komunikačních technologií umožňuje nejefektivnější implementaci schopností této technologie. Používání IKT je možné ve všech hlavních fázích společného vzdělávání.

## Popis fáze
Ve fázi motivace a stanovení cílů je dobré použít interaktivní tabuli pro dešifrování křížovek, řešení hádanek a hádanek, předvádění videí s problémovými situacemi, pro jejichž řešení si skupiny stanoví cíl lekce. Cíl může být vyjádřen dětmi nebo předveden prostřednictvím kamery na dokumenty. K prohlížení a analýze domácích úkolů je velmi vhodné používat dokumentovou kameru.
Ve fázi formování nových znalostí a dovedností se používají multimediální produkty, elektronické encyklopedie a slovníky, materiály Centrálního organizačního centra a různé internetové zdroje. Existují dvě možnosti:
1. jedna skupina pracuje u počítače a zbytek skupin s učebnicemi, příručkami,
2. každá skupina pracuje na notebooku. Jeden z členů týmu působí jako „operátor“. K prezentaci nových znalostí nebo řešení jakéhokoli vzdělávacího problému připraví skupiny ústní nebo elektronickou prezentaci.

Ve fázi konsolidace se používají různé elektronické simulátory, ale ne jednotlivě, ale skupina při jejich implementaci trénuje společně. Ve fázi kontroly znalostí se používají různé testy a úkoly, které jsou prezentovány k provedení na interaktivní tabuli všem skupinám a skupiny připravují odpovědi písemně nebo jsou odpovědi poskytovány v elektronické podobě na počítači, notebooky „ operátor “po diskusi ve skupině.
Fáze reflexe a hodnocení lze provést rychle a vizuálně na interaktivní tabuli, kde každá skupina prokáže svůj výsledek klonováním emotikonů, hvězd a dalších věcí na stupnici hodnocení nebo prezentuje plody své práce na „stromu úspěchu“ . Existuje mnoho možností. 1

## Závěr
Společné vzdělávání s využitím IKT vám umožňuje rozvíjet dovednosti a schopnosti na vyšší úrovni, včetně schopnosti reflektovat, porovnávat, syntetizovat a analyzovat, identifikovat souvislosti a hledat řešení složitých problémů, plánování a skupinovou interakci, a proto přispívá k formování a rozvoj kompetentní osobnosti.2